# 말라카스터르현

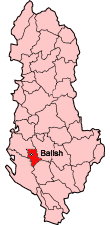
말라카스터르 현의 위치

말라카스터르현(알바니아어: Rrethi i Mallakastrës)은 알바니아를 구성하는 36개 현 가운데 하나로, 현청 소재지는 발시이며 면적은 325km2, 인구는 40,000명(2004년 기준)이다. 행정 구역상으로는 피에르주에 속한다.